# Longcang (sockenhuvudort i Kina, Sichuan Sheng, lat 32,94, long 101,70)
Longcang (kinesiska: 龙藏, 龙藏乡) är en sockenhuvudort i Kina. Den ligger i provinsen Sichuan, i den sydvästra delen av landet, omkring 340 kilometer nordväst om provinshuvudstaden Chengdu. Antalet invånare är 2 673. Befolkningen består av 1 319 kvinnor och 1 354 män. Barn under 15 år utgör 25,0 %, vuxna 15-64 år 65 %, och äldre över 65 år 8,0 %.
Runt Longcang är det mycket glesbefolkat, med 6 invånare per kvadratkilometer. Närmaste större samhälle är Wa'erma, 2,5 km sydost om Longcang. Trakten runt Longcang består i huvudsak av gräsmarker.
Genomsnittlig årsnederbörd är 967 millimeter. Den regnigaste månaden är juli, med i genomsnitt 213 mm nederbörd, och den torraste är december, med 4 mm nederbörd.